# Campionat Europeu de Salts de 2013 – 10 metres plataforma sincronitzat masculí
La prova dels 10 metres plataforma sincronitzat masculí dels Campionat Europeu de Salts de 2013 es va disputar el dia 22 de juny amb una ronda preliminar i una ronda final.

## Resultats
La ronda preliminar es va disputar a les 12:00 i la final a les 17:00.
En verd els finalistes 
| Posició | Saltadors                                | País     | Preliminar | Preliminar | Final  | Final   |
| Posició | Saltadors                                | País     | Punts      | Posició    | Punts  | Posició |
| ------- | ---------------------------------------- | -------- | ---------- | ---------- | ------ | ------- |
| 1       | Patrick Hausding Sascha Klein            | Alemanya | 439.11     | 1          | 463.20 | 1       |
| 2       | Victor Minibaev Artem Chesakov           | Rússia   | 421.11     | 2          | 458.76 | 2       |
| 3       | Oleksandr Gorshkovozov Dmytro Mezhenskyi | Ucraïna  | 414.60     | 3          | 436.86 | 3       |
| 4       | Maicol Verzotto Francesco Dell'Uomo      | Itàlia   | 362.07     | 5          | 397.56 | 4       |
| 5       | Espen Valheim Daniel Jensen              | Noruega  | 342.84     | 4          | 359.61 | 5       |
| 6       | Vadim Kaptur Yauheni Karaliou            | Belarús  | 374.97     | 6          | 352.77 | 6       |